# Mungo Park Jr
Mungo Park Jr. (9 de enero de 1877 – 12 de febrero de 1960) fue un pionero del golf en Sudamérica, además de un exitoso golfista y arquitecto de canchas de golf. Ganó el Argentino Abierto en tres ocasiones, incluyendo el campeonato inaugural en 1905. Era parte de la famosa familia escocesa Park de Musselburgh, que ganó un total de siete Campeonatos Abiertos Británicos de Golf en el siglo XIX.

## Familia y primeros años
Park nació en Musselburgh, Escocia (Edimburgo cercano) el 9 de enero de 1877. Su padre, Willie Park Sr., uno de los mejores golfistas del momento, ganó el primer Campeonato Abierto Británico en 1860 y Park Jr aprendió en su niñez. Park Sr. ganó otros 3 Campeonatos Abiertos. Su tío, también llamado Mungo Park Sr y hermano menor de Willie Park Sr., también ganó el Abierto en 1874. Su hermano Willie Park Jr también fue un campeón del Abierto (1887 y 1889).
A los 19 años de edad, en 1897, llega a Nueva York a bordo del Teutonic para abrir una sucursal del negocio de su hermano, pero esto sólo duró un año o como máximo dos, ya que Mungo publica un anuncio para la posición de un profesional en 1898. Durante su tiempo en Nueva York, diseñó un campo de nueve hoyos Dutchess Golf Course Club en Poughkeepsie, Nueva York en 1897. En 1898 empezó como profesional en el Dyker Meadow Club en Brooklyn.
Trabaje en Mount Anthony, Vermont hasta el fin de 1900, cuando regrese a Escocia para casarse y asumir el puesto de director general en Huntecombe, la empresa de su hermano Willie en Oxfordshire.

## Argentina
Por 1903, Park fue a Argentina, donde el golf no era nuevo: había ya seis canchas y un campeonato amateur que se disputaba desde 1895. Gana el país primer Argentino Abierto en 1905, una hazaña que repetiría en 1907 y 1912. Construyó una cancha en San Andrés, en 1907. Su mujer, Grace, una jugadora formidable, ganó el primer Campeonato Argentino de Aficionadas.

## Últimos años
Park vuelve a Escocia y compite en el Campeonato Profesional escocés en mayo de 1914. En febrero de 1915, se alista en el Cuerpo Médico de Ejército Real y sirve en Francia hasta su baja en mayo de 1919.
Después de la guerra, regresa a Argentina y nuevamente a los Estados Unidos en 1923 para completar el trabajo hecho por Willie, ahora con problemas de salud, en St Johnsbury Country Club en Vermont. Si bien está en Argentina ese invierno y el siguiente, Mungo se queda en los Estados Unidos hasta 1936 con períodos como profesional en un castillo victoriano en Quaker en Lago Mohonk, Nueva York, y en Castle Hot Springs en Arizona.

## Arquitecto de canchas de Golf
En Argentina construye varias canchas, muchas de las cuales han desaparecido, como la cancha de SWIFT en Gonnet. La más prestigiosa de las canchas que construyó es el San Andrés Golf Club en 1907.

## Familia
Se casa con Grace Morrison en 1901. Tuvieron tres niños Mungo III, Catherine y Jack, quien nacerá en Argentina. Grace era una gran golfista. En mayo de 1902 juega para Escocia en un match contra Irlanda e Inglaterra en Royal Cinque Ports Golf Club y la semana siguiente llega a la semifinal del Campeonato British Ladies Amateur Golf. Ganó el Campeonato de Aficionadas de la Argentina en 1904, 1909 y 1910. Su hija Catherine, también representó a Escocia.

## Muerte
Muere en Haddington, Lothian del Este, Escocia, el 12 de febrero de 1960.